# Monoenergismo
Monoenergismo é uma heresia cristã relacionada e geralmente pareada com o monofisismo.

## História
No século VII, o imperador bizantino Heráclio tentou resolver o cisma entre os calcedonianos e os monofisistas sugerindo uma solução intermediária, o monoenergismo. Esta doutrina adotava a crença calcedoniana de que Cristo tinha duas naturezas (physis), mas tentou endereçar as desavenças dos monofisistas afirmando que Ele teria apenas uma "energia" (energeia), um termo cuja definição foi deixada deliberadamente vaga. O monoenergismo foi aceito pelos patriarcas de Constantinopla, Antioquia e Alexandria, assim como pela Igreja Apostólica Armênia, além de não ter sido criticado pelo papa Honório I. Porém, a firme oposição do patriarca Sofrônio de Jerusalém ganhou amplo suporte e levou ao abandono da alternativa por Heráclio em 638, que tentaria em seguida impor a doutrina do monotelismo, que também não conseguiu resolver o cisma.
Tanto o monoenergismo quanto o monotelismo foram condenados como heréticos no Sexto Concílio Ecumênico realizado em Constantinopla em 680.